# Borjád
Borjád is een plaats (község) en gemeente in het Hongaarse comitaat Baranya. Borjád telt 449 inwoners (2001).